# Nicolas Bergasse
Nicolas Bergasse, francoski politik in odvetnik, * 1750, Lyon, † 1832.
Med francosko revolucijo si je prizadeval za reformo pravnega sistema.